# Die Reise nach Tilsit (1939)
Die Reise nach Tilsit ist ein deutscher Spielfilm aus dem Jahre 1939 von Veit Harlan nach der gleichnamigen Vorlage (1917) von Hermann Sudermann.

## Handlung
Endrik Settegast hat es mit seinem Fischereibetrieb in Elchwerder in Ostpreußen zu einigem Wohlstand gebracht. Er und seine Ehefrau Elske leben, gemeinsam mit beider Sohn Jons, ein glückliches Leben. Beider Eheglück und Harmonie gerät erst in dem Moment ins Wanken, als eines Tages die schöne und verführerische Polin Madlyn Sapierska auftaucht. Sie versucht, Endrik für sich zu gewinnen, und droht durch ihr Handeln die Ehe Endriks zu zerstören. Die elegante Madlyn, in ihrem Erscheinungsbild so gänzlich anders als die einfache Elske, hat sich als Sommergast bei ihnen einquartiert. Elske ist zutiefst unglücklich, und die Affäre ist im Dorf bald in aller Munde. Elske Settegast will ihre Ehe um jeden Preis retten, auch wenn Madlyn ihr unmissverständlich klarmacht, dass sie keinesfalls von Endrik lassen werde. Gerührt von Elskes Einsatz, beendet Endrik vorübergehend dieses Abenteuer und kehrt am Silvesterabend zu Frau und Sohn zurück.
Doch Madlyn gibt nicht auf. Im darauf folgenden Frühjahr ist sie wieder da, und wieder verfällt der Großfischer der Polin. Elskes Vater, der seine Tochter nicht still vor sich hin leiden sehen will, ergreift die Initiative und stellt Madlyn zur Rede. Als diese nicht die Affäre beenden will, nimmt er die Peitsche und schlägt damit der Frau ins Gesicht. Madlyn wird schwer verletzt. Als Endrik davon erfährt, gibt er seiner Frau die Schuld am Ausraster ihres Vaters. Der Fischer gerät fortan mehr und mehr in den Bann seiner Geliebten. Er will sich von Elske trennen, aber den Sohn behalten. Und so fasst er den Plan, seine Frau zu beseitigen, um mit Madlyn ein neues Leben zu beginnen. Obwohl Elske von seinen finsteren Absichten weiß, geht sie mit ihm auf das Fischerboot und fährt nach Tilsit. Auf dem Markt der Stadt möchte Endrik das Pferd Lise, einst ihr Hochzeitsgeschenk, verkaufen. Endrik überlässt Elske das Steuer, in der Hoffnung, dass diese das Schiff in einen gefährlichen Strudel hineinmanövriert. Elske ahnt, was Endrik vorhat, und ist bereit, mit dem Schiff unterzugehen. Erst im letzten Moment erkennt ihr Ehemann, was für einen teuflischen Plan er sich ausgedacht hat, und übernimmt wieder das Steuer.
In Tilsit angekommen, herrscht zwischen den beiden Eheleuten eine sehr gedrückte Stimmung. Sie sprechen nur wenig miteinander. Endrik plagen große Schuldgefühle. Ganz gegen ihren Willen kauft er Elske einen teuren Pelz, den er sich eigentlich gar nicht leisten kann. Das Pferd können sie nicht verkaufen, dafür haben die Eheleute reichlich Alkohol getrunken. Man tritt die Rückreise an, und während der Überfahrt zieht ein schwerer Sturm auf, der alle drei Passagiere über Bord wirft. Endrik kann sich retten. Nun sitzt er verzweifelt am Bett seines Sohnes, als völlig überraschend auch Elske heimkehrt. Sie hält die Zügel des Pferdes in der Hand. Lise hatte sie im Sturm gerettet und ans Ufer gezogen. Dort wurde Elske ausgerechnet von Madlyn aufgelesen und heimgebracht. In einem Moment tiefer Erkenntnis beschließt die Polin, nicht weiter diese Ehe zu torpedieren.

## Produktionsnotizen
Die Dreharbeiten begannen am 6. Februar 1939 und endeten Anfang Juni 1939. Die Außendrehorte lagen alle in Ostpreußen: das Fischerdorf Karkeln am Kurischen Haff, die Kurische Nehrung, das Fischerdorf Pillkoppen, die Memelmündung und die Stadt Tilsit. Die Studioaufnahmen entstanden im Efa-Atelier Berlin-Halensee und in den Tobis-Ateliers in Berlin-Johannisthal.
Die Reise nach Tilsit ist die zweite große Verfilmung der Sudermann-Vorlage. 1927 hatte F. W. Murnau mit seiner Hollywood-Fassung Sunrise, die in Deutschland unter dem Titel Sonnenaufgang – Lied von zwei Menschen anlief, einen Welterfolg erzielt. Anders als der Roman, hat Harlans Verfilmung, wie Murnaus, ein Happy End.
Der Film passierte die Zensur am 25. Oktober 1939, erhielt ein Jugendverbot und wurde am 2. November 1939 in Tilsit uraufgeführt. Die Berliner Premiere fand am 15. November 1939 statt. Im darauf folgenden Jahr wurde Die Reise nach Tilsit auch in den Niederlanden (19. Januar 1940) und den USA (9. Februar 1940) gezeigt. In Hamburg wurde Harlans Inszenierung im Rahmen der Hamburger Arbeitsgemeinschaft Film im März 1940 mit einer Wiederaufführung von Murnaus Sonnenaufgang kombiniert.
Die Originallänge von Die Reise nach Tilsit betrug 93 Minuten. Bei der Wiederaufführung des Films 1952 wurde der Film um inkriminierende (= antipolnische und rassistische) Passagen gereinigt und war jetzt nur noch 88 Minuten lang.
Die Herstellungskosten beliefen sich auf rund 1.012.000 RM. Bis Februar 1941 hatte Die Reise nach Tilsit bereits 2.537.000 RM eingespielt und galt somit als großer kommerzieller Erfolg.
Für den Niederländer Frits van Dongen, der hier die männliche Hauptrolle spielte, war Die Reise nach Tilsit sein letzter deutscher Film, ehe er nach Hollywood abreiste. Noch vor der Premiere und vor Ausbruch des Zweiten Weltkriegs, am 9. August 1939, war er via Southampton in die USA emigriert, wo er sich ab 1940 Philip Dorn nannte und in zum Teil antinazistischen Filmen mitwirkte. Hauptdarstellerin Kristina Söderbaum heiratete während der Dreharbeiten Regisseur Harlan. Für Anna Dammann war der Part der Madlyn Sapierska die erste Hauptrolle.
Die Produktionsleitung übernahm Bruno Lopinski, dessen letzter Film bis 1945 Die Reise nach Tilsit werden sollte. Aufgrund seiner polnischen Wurzeln war er nach dem 1. September 1939 weitgehend kaltgestellt worden. Die Filmbauten entwarf Fritz Maurischat und wurden von Paul Markwitz ausgeführt. Wolfgang Schleif assistierte Regisseur Harlan.
Der Film erhielt keinerlei Auszeichnungen. Von Harlan kolportierte Aussagen besagen, dass Propagandaminister Joseph Goebbels den Film gehasst habe. Er soll darüber erbost gewesen sein, dass der Film über einen Mann zwischen zwei Frauen allzu große Parallelen zu seinem eigenen Fall aufweisen würde. Im Jahr zuvor musste sich Goebbels auf Geheiß Hitlers von der tschechischen Schauspielerin Lída Baarová trennen. Goebbels’ Tagebucheintrag insinuiert jedoch, dass der Propagandaminister dem Regisseur wiederum unterstellte, dass dieser mit Die Reise nach Tilsit dessen eigene, im Vorjahr (1938) gescheiterte Ehe mit der Schauspielerin Hilde Körber aufzuarbeiten suche. Diesbezüglich ist Folgendes zu lesen: „Ein gutgemachter, künstlerischer Film. Aber eine zu quälende Ehetragödie. Harlan schildert sein eigenes Erlebnis, und nicht einmal mit Geschmack.“ Wie neben Autorin Nicola Valeska Weber auch Marei Gerken in ihrem Aufsatz Stilisierung und Stigma: Vom patriotischen Helden zum Untermenschen. Polenbilder im deutschen Spielfilm der dreißiger und frühen vierziger Jahre in dem Band Studien zur Kulturgeschichte des deutschen Polenbildes 1848–1939 berichtet, soll Magda Goebbels während einer Vorführung von Die Reise nach Tilsit fluchtartig den Kinosaal verlassen haben.

## Kritik
Im Vergleich von Murnaus Sunrise und Harlans Die Reise nach Tilsit resümierte der Kritiker von „Der Film heute und Morgen“, Folge 43, in der Ausgabe vom 10. März 1940: „Wenn man nun die beiden Filme miteinander vergleicht, so kommt man zu der Überzeugung, daß der Fortschritt der Technik nicht in gleich starkem Maße einen Fortschritt der künstlerischen Formkraft bedeutet. Im Gegenteil: Der Stummfilm von damals hinterlässt noch jetzt einen nachhaltigeren  und geschlosseneren Eindruck als der Tonfilm von heute.“ So war zum Beispiel bei Harlan „die Versöhnung plötzlich da, ohne dass man sie hätte kommen sehen. Man muß sie einfach glauben. Bei Murnau darf man sie miterleben.“
Das Lexikon des internationalen Films schreibt: „In Anlehnung an Hermann Sudermanns naturalistisch-mystische Erzählung drehte Harlan einen Film, der formale Qualitäten hat, aber durch rassistische Tendenzen und einen (von der Vorlage abweichenden) "aufbauenden" Schluß den NS-Machthabern zu gefallen suchte.“